# Polish Hyperbaric Research
Polish Hyperbaric Research – czasopismo naukowe wydawane przez Polskie Towarzystwo Medycyny i Techniki Hiperbarycznej. Ukazuje się jako kwartalnik od 2004 roku. Poprzednio był to Biuletyn Polskiego Towarzystwa Medycyny i Techniki Hiperbarycznej, który ukazywał się raz w roku od chwili powstania Towarzystwa w 1997. 
W piśmie publikowane są doniesienia naukowe o tematyce związanej z medycyną i techniką hiperbaryczną. Jego celem jest propagowanie wiedzy na temat osiągnięć krajowych ośrodków naukowych i indywidualnych dokonań poszczególnych pracowników nauki działających w tych dziedzinach. Zawiera też publikacje przeglądowe i informacyjne o wynikach prac różnych ośrodków naukowo – badawczych krajowych i zagranicznych oraz publikacje popularnonaukowe. 
Wszystkie publikacje są recenzowane przez pracowników naukowych z tytułami i stopniami naukowymi. Członkostwo w Polskim Towarzystwie Medycyny i Techniki Hiperbarycznej nie jest warunkiem wstępnym do zamieszczenia publikacji w czasopiśmie. Dla członków Towarzystwa pismo jest bezpłatne.